# 華沙摩登藝術博物館

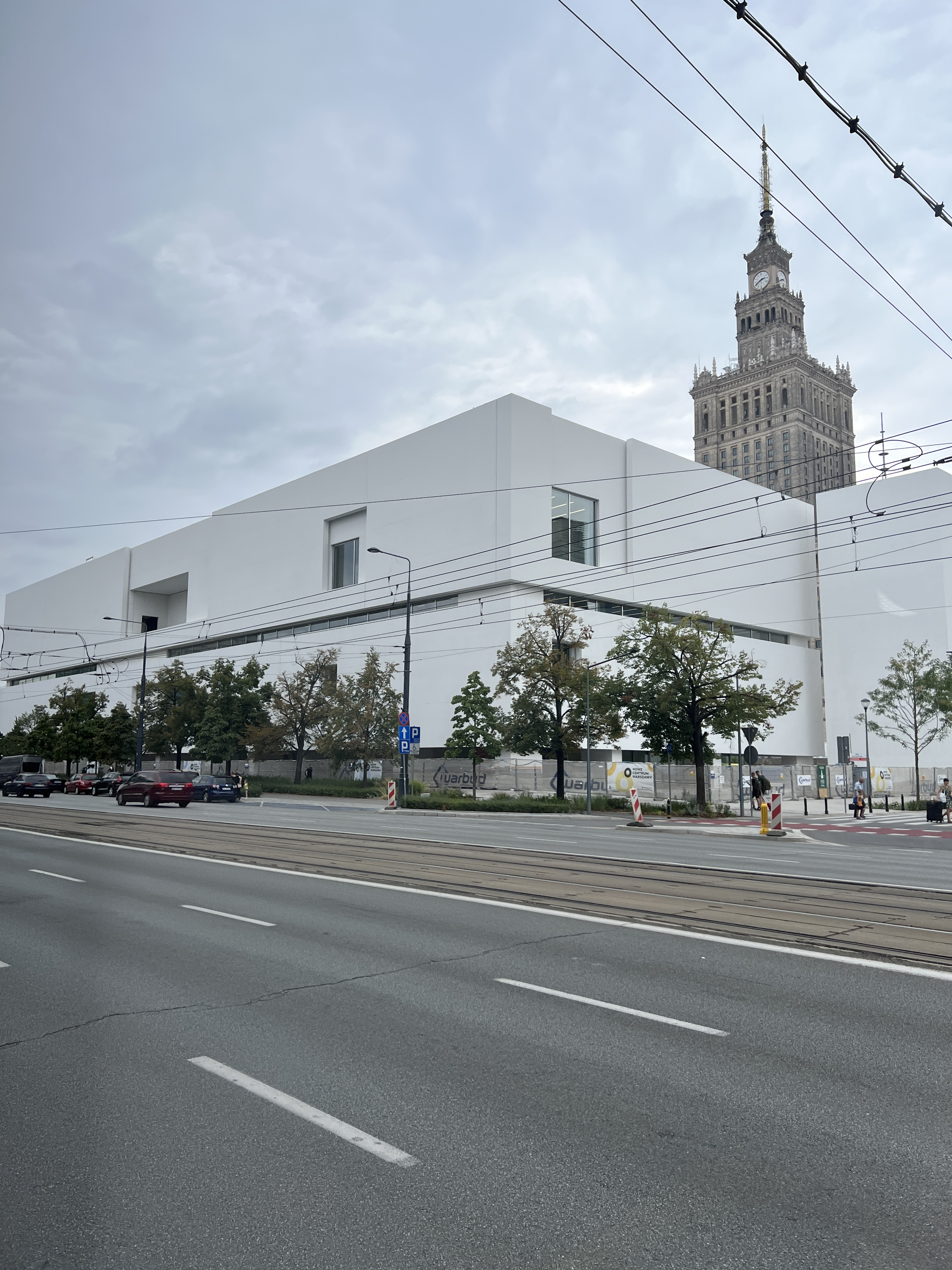
现代艺术博物馆

華沙摩登藝術博物館（Muzeum Sztuki Nowoczesnej w Warszawie）是波蘭首都華沙的一座博物館，設立於2005年。華沙摩登藝術博物館於2006年進行新博物館大樓的設計方案競標，並於2008年4月簽訂了合同。但2008年夏天，華沙政府改變了建築內部的功能，導致設計時間大幅延長，並又在2012年終止了原本的合同。現在華沙政府計劃在2019年竣工新的博物館大樓。